# Trần Lê Quốc Toàn
Trần Lê Quốc Toàn (Da Nang, 5 de abril de 1989) é um levantador de peso vietnamita que competiu nos Jogos Olímpicos Londres 2012 na categoria até 56 kg. Inicialmente ele terminou a competição em quarto lugar, mas herdou a medalha de bronze após a desclassificação do azeri Valentin Hristov por doping.
Voltou a competir nesta mesma categoria nos Jogos Olímpicos de Verão de 2016 no Rio de Janeiro, Brasil, representando o Vietnã.